# Лазар Петрович
Лазар Петрович (на сръбски: Лазар Петровић или Lazar Petrović) е македонски сърбоманин, генерал от Кралство Сърбия, професор във Военната академия в Белград и пръв адютант на крал Александър Обренович.

## Биография
Роден е в 1850 година във велешкото Башино село, тогава в Османската империя. Семейството му се мести в Княжество Сърбия още докато е малък и след като учи 5 години в гимназиите в Крагуевац и Белград, в 1871 година се записва в Артилерийското училище (днес Военната академия в Белград). Петрович завършва на 10 август 1875 година с чин подпоручик. Става поручик на 10 октомври 1876 година. Повишен е в чин капитан от втори ред на 22 май 1881 година, а в чин капитан от първи ред - на 2 август 1883 година. Петрович става майор на 24 май 1889, подполковник на 2 август 1893 и полковник на 2 август 1898 година. На 21 септември 1901 Петрович е произведен в генерал. Става адютант на крал Александър Обренович. Лазар Петрович загива по време на Майския преврат от 29 май 1903 година.